# 烏拉卡區

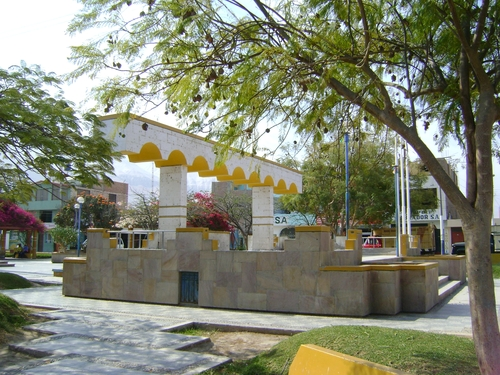

烏拉卡區（西班牙語：Distrito de Uraca），是秘魯的一個區，位於該國南部阿雷基帕大區的卡斯蒂利亞省，面積713.83平方公里，海拔高度429米，2005年人口6,553，人口密度每平方公里9.2人。